# زارع‌آباد
زارع‌آباد یک روستا در ایران است که در استان اردبیل واقع شده‌است. زارع‌آباد ۱۱۹ نفر جمعیت دارد.